# ۳۰ دی
۳۰ دی سیصد و ششمین روز سال در گاه‌شماری خورشیدی است. به پایان سال ۵۹ روز (۶۰ روز در سال کبیسه) باقی‌است.

## رویدادها
- ۳۳۰ ( پیش از میلاد) یا ۹۵۱ پیش از هجرت - نبرد دربند پارس و دفاع سردار ایرانی آریوبرزن در برابر یورش اسکندر مقدونی.
- ۱۳۵۹ - پایان گروگان‌گیری در سفارت ایالات متحده آمریکا
- ۱۳۷۳ - بازی رفت شهرآورد سی و نهم تهران
- ۱۳۹۵ - آتش‌سوزی و ریزش ساختمان پلاسکو
- ۱۳۹۵ - سیل ۱۳۹۵ سیستان و بلوچستان
- ۱۳۹۷ - رقابت ۳۰ دی ۱۳۹۷ تیم ملی فوتبال ایران با تیم ملی فوتبال عمان در جام ملت‌های آسیا ۲۰۱۹
- ۱۳۹۹ - آغاز جام حذفی فوتبال ایران ۱۴۰۰–۱۳۹۹

## زادروزها
- ۱۳۴۵ - پیمان قاسم‌خانی، فیلمنامه‌نویس
- ۱۳۶۳ - میلاد میداوودی، بازیکن فوتبال
- ۱۳۶۳ - احسان حدادی، پرتاب‌گر دیسک
- ۱۳۷۲ - محمد دانشگر، بازیکن فوتبال
- ۱۳۷۵ - شهاب عادلی، بازیکن فوتبال

## درگذشتگان
- ۱۰۰۷ - شاه عباس بزرگ، پنجمین شاه صفوی
- ۱۳۵۵ - نورعلی خان برومند، موسیقی‌دان
- ۱۳۶۳ - سید احمد خوانساری، مرجع‌ تقلید
- ۱۳۶۸ - هایده، خواننده
- ۱۳۶۸ - محمود نامجوی، وزنه‌بردار
- ۱۳۷۳ - مهدی بازرگان، نخستین نخست‌وزیر ایران پس از انقلاب ۱۳۵۷
- ۱۳۷۷ - شکرالله رفیعی، کارگردان
- ۱۳۸۶ - قربان سلیمانی، نوازنده
- ۱۳۹۰ - مصطفی جنگی‌زهی، از فرماندهان بسیج
- ۱۴۰۲ - صادق امیدزاده، رئیس اطلاعات نیروی قدس سپاه پاسداران انقلاب اسلامی
- ۱۴۰۲ - زین‌العابدین رضوی خرم، پانزدهمین استاندار آذربایجان شرقی